# Copa Intertoto da UEFA de 2000
A Copa Intertoto da UEFA de 2000 foi a 6ª edição da prova, ganha pela Udinese Calcio, Celta de Vigo, e Stuttgart. As três equipas qualificaram-se para a Copa da UEFA de 2000-01.

## 1ª Eliminatória
Os jogos realizaram-se a 18 e 19 de Junho para a primeira mão e 25 e 26 de Junho os da segunda mão.
| Equipe 1                         | Total      | Equipe 2              | 1.º jogo     | 2.º jogo |
| -------------------------------- | ---------- | --------------------- | ------------ | -------- |
| FK Pelister                      | 4–1        | FC Hobscheid          | 3–1          | 1–0      |
| OD Trencin                       | 0–4        | Dinaburg FC           | 0–3 (nota 1) | 0–1      |
| Zagłębie Lubin                   | 7–1        | FK Vilash Masalli     | 4–0          | 3–1      |
| HNK Cibalia                      | 4–2        | FK Obilić             | 3–1          | 1–1      |
| LASK Linz                        | 4–1        | Hapoel Petah Tikva FC | 3–0 (nota 2) | 1–1      |
| Nea Salamis                      | 6–2        | KS Vllaznia           | 4–1          | 2–1      |
| HB Tórshavn                      | 0–7        | Tatabánya FC          | 0–4          | 0–3      |
| Leiftur                          | 6–6 (g.f.) | FC Lucerne            | 2–2          | 4–4      |
| Glenavon F.C.                    | 1–4        | NK Slaven Belupo      | 1–1          | 0–3      |
| FC Dnepr-Transmash               | 4–2        | Silkeborg IF          | 2–1          | 2–1      |
| Floriana FC                      | 1–3        | Stabæk                | 1–1          | 0–2      |
| Dinamo Tbilisi                   | 3–3 (g.f.) | Standard Liège        | 2–2          | 1–1      |
| NK Primorje                      | 11–0       | K.V.C. Westerlo       | 5–0          | 6–0      |
| Narva Trans                      | 4–9        | Ceahlăul Piatra Neamţ | 2–5          | 2–4      |
| Cwmbran Town F.C.                | 0–2        | FC Nistru Otaci       | 0–1          | 0–1      |
| Kocaelispor                      | 1–1 (g.p.) | FK Atlantas           | 0–1          | 1–0      |
| Västra Frölunda IF               | 2–2 (g.f.) | HŠK Zrinjski Mostar   | 1–0          | 1–2      |
| MyPa                             | 4–5        | Neuchâtel Xamax       | 1–2          | 3–3      |
| Araks Ararat                     | 1–3        | SK Sigma Olomouc      | 1–2          | 0–1      |
| University College Dublin A.F.C. | 3–3 (g.f.) | Velbazhd Kyustendil   | 3–3          | 0–0      |

Legenda:
- g.f. - equipa apurou-se pela Regra do gol fora de casa
- g.p. - equipa apurou-se após disputa de desempate por penalties
- nota 1 - atribuída vitória ao Dinaburg por 3–0 due por o OD Trenčín alinhado com jogador inelegível
- nota 2 - atribuída vitória ao LASK Linz por 3–0 due por o Hapoel Petah Tikva alinhado com jogador inelegível

## 2ª Eliminatória
Os jogos realizaram-se a 1 e 2 de Julho para a primeira mão e 8 e 9 de Julho os da segunda mão.
| Equipe 1                 | Total      | Equipe 2              | 1.º jogo | 2.º jogo     |
| ------------------------ | ---------- | --------------------- | -------- | ------------ |
| FC Nistru Otaci          | 3–7        | SV Austria Salzburg   | 2–6      | 1–1          |
| FC Zenit São Petersburgo | 6–1        | NK Primorje           | 3–0      | 3–1          |
| Perugia Calcio           | 2–3        | Standard Liège        | 1–2      | 1–1          |
| Nea Salamis              | 1–3        | FK Austria Wien       | 1–0      | 0–3          |
| Stabæk                   | 0–5        | AJ Auxerre            | 0–2      | 0–3 (nota 1) |
| Dinaburg FC              | 0–1        | AaB Fodbold           | 0–0      | 0–1          |
| LASK Linz                | 3–4        | Marila Příbram        | 1–1      | 2–3          |
| FK Atlantas              | 2–7        | Bradford City A.F.C.  | 1–3      | 1–4          |
| RCD Mallorca             | 3–4        | Ceahlăul Piatra Neamţ | 2–1      | 1–3          |
| FK Chmel Blšany          | 8–2        | FC Dnepr-Transmash    | 6–2      | 2–0          |
| CS Sedan Ardennes        | 6–2        | Leiftur               | 3–0      | 3–2          |
| Neuchâtel Xamax          | 2–10       | VfB Stuttgart         | 1–6      | 1–4          |
| Zagłębie Lubin           | 1–1 (g.f.) | NK Slaven Belupo      | 1–1      | 0–0          |
| Tatabánya FC             | 3–2        | HNK Cibalia           | 3–2      | 0–0          |
| FK Pelister              | 3–1        | Västra Frölunda IF    | 3–1      | 0–0          |
| Velbazhd Kyustendil      | 2–8        | SK Sigma Olomouc      | 2–0      | 0–8          |

Legenda:
- g.f. - equipa apurou-se pela Regra do gol fora de casa
- nota 1 - atribuída vitória ao Auxerre por 3–0 due por o Stabæk alinhado com jogador inelegível

## 3ª Eliminatória
Os jogos realizaram-se a 15 e 16 de Julho para a primeira mão e 22 de Julho os da segunda mão.
| Equipe 1                 | Total      | Equipe 2            | 1.º jogo | 2.º jogo |
| ------------------------ | ---------- | ------------------- | -------- | -------- |
| Celta de Vigo            | 5–1        | FK Pelister         | 3–0      | 2–1      |
| AaB Fodbold              | 2–3        | Udinese Calcio      | 0–2      | 2–1      |
| CS Sedan Ardennes        | 1–2        | VfL Wolfsburg       | 0–0      | 1–2      |
| Marila Příbram           | 1–3        | Aston Villa F.C.    | 0–0      | 1–3      |
| FK Chmel Blšany          | 8–0        | Kalamata FC         | 5–0      | 3–0      |
| RC Lens                  | 2–2 (g.f.) | VfB Stuttgart       | 2–1      | 0–1      |
| Bradford City A.F.C.     | 3–0        | RKC Waalwijk        | 2–0      | 1–0      |
| FC Rostselmash           | 1–5        | AJ Auxerre          | 0–2      | 1–3      |
| NK Slaven Belupo         | 1–2        | SK Sigma Olomouc    | 1–1      | 0–1      |
| Standard Liège           | 4–2        | SV Austria Salzburg | 3–1      | 1–1      |
| Ceahlăul Piatra Neamţ    | 2–5        | FK Austria Wien     | 2–2      | 0–3      |
| FC Zenit São Petersburgo | 4–2        | Tatabánya FC        | 2–1      | 2–1      |

Legenda:
- g.f. - equipa apurou-se pela Regra do gol fora de casa

## Meias-finais
Os jogos realizaram-se a 26 de Julho e 2 de Agosto.
| Equipe 1                 | Total | Equipe 2             | 1.º jogo | 2.º jogo   |
| ------------------------ | ----- | -------------------- | -------- | ---------- |
| SK Sigma Olomouc         | 3–1   | FK Chmel Blšany      | 3–1      | 0–0        |
| VfB Stuttgart            | 2–1   | Standard Liège       | 1–1      | 1–0        |
| FC Zenit São Petersburgo | 4–1   | Bradford City A.F.C. | 1–0      | 3–0        |
| Celta de Vigo            | 3–1   | Aston Villa F.C.     | 1–0      | 2–1        |
| FK Austria Wien          | 0–3   | Udinese Calcio       | 0–1      | 0–2        |
| AJ Auxerre               | 3–2   | VfL Wolfsburg        | 1–1      | 2–1 (a.p.) |

Legenda:
- a.p. - equipa apurou-se após prorrogação

## Finais
Os jogos realizaram-se a 8 e 22 de Agosto.
| Equipe 1         | Total | Equipe 2                 | 1.º jogo | 2.º jogo   |
| ---------------- | ----- | ------------------------ | -------- | ---------- |
| SK Sigma Olomouc | 4–6   | Udinese Calcio           | 2–2      | 2–4 (a.p.) |
| Celta de Vigo    | 4–3   | FC Zenit São Petersburgo | 2–1      | 2–2        |
| AJ Auxerre       | 1–3   | VfB Stuttgart            | 0–2      | 1–1        |

Legenda:
- a.p. - equipa apurou-se após prorrogação